# Hot Summer in the City
Hot Summer in the City è un film pornografico del 1976 diretto con lo pseudonimo "The Hare" da Gail Palmer e Harry Mohney, non accreditati.
Per anni, Gail Palmer dichiarò pubblicamente di essere la regista della pellicola. Tuttavia, nel corso di un'intervista con lo scrittore Peter Sagal per un libro che non fu mai pubblicato, ammise che il film era stato in realtà diretto dal suo fidanzato dell'epoca, il produttore Harry Mohney, che le chiese di accreditarsi la regia perché credeva che il fatto che un film porno fosse stato diretto da una donna, avrebbe fatto guadagnare maggiore pubblicità all'opera. Si ritiene quindi che lo pseudonimo "The Hare" possa riferirsi a Harry Mohney stesso, basandosi sulla somiglianza del suo stesso nome.

## Trama
Una bianca ragazza vergine viene rapita e ripetutamente violentata da un gruppo di militanti neri.

## Produzione
Co-produzione della Imperial Films con la Hare Films di Mohney, Il film è classificato come un classico roughie, una pellicola caratterizzata da scene con raffigurazioni di violenza sessuale sulle donne. Impiega anche molti dei temi popolari del genere blaxploitation del periodo. Per tutto il film la radio trasmette brani di Robert Knight, The Beach Boys, The Supremes, The Four Tops, The Doors e The Shangri-Las, mentre la canzone Summer in the City dei The Lovin' Spoonful è usata come sigla. Palmer in seguito affermò che adesso avrebbe trovato difficile guardare il film perché: «la società è cambiata molto, e io sono cambiata ancora di più. Ora ho un'idea molto più chiara di cosa sia lo stupro [...] forse era il mio passato represso, ma capivo molto bene la fantasia di un amante aggressivo, di essere violentata. Mi ha tolto la responsabilità dalle spalle. Quello che non avevo capito allora era che c'è una grande differenza tra una fantasia di stupro e la dolorosa realtà dello stupro».

### Sviluppo
Quando Gail Palmer lavorò come direttrice del Cinema X, un cinema a luci rosse nel Michigan di proprietà di Harry Mohney, vide l'ascesa del porno chic che aveva provocato una crescente domanda di film pornografici con una trama più articolata, come Dietro la porta verde (Behind the Green Door) (che era stato mostrato anche al Cannes Film Festival), The Opening of Misty Beethoven, The Devil in Miss Jones e The Autobiography of a Flea (uno dei rari film porno diretti da una donna); Palmer propose a Mohney di girare un film pornografico. Mohney disse a Palmer di "rubare" la trama di un romanzo per adulti, e dopo aver scoperto un libro intitolato White Captive, si ricordò di avere scritto un racconto breve per il corso di scrittura creativa del suo college basato su un resoconto giornalistico sulla rivolta di Detroit del 1968 circa un gruppo di giovani neri che avevano rapito una ragazza bianca, e Palmer decise di sviluppare una trama basata su queste due fonti. In aggiunta, La trama di Palmer conteneva elementi che erano stati richiesti con frequenza nei sondaggi che aveva distribuito agli spettatori del cinema, su cose che i clienti, in particolare le donne, volevano vedere nella pornografia, in particolare sesso interrazziale tra attori bianchi e neri e stupro simulato. Palmer scrisse quindi una sceneggiatura di 40 pagine che intitolò Hot Summer in the City, dal titolo della canzone dei The Lovin' Spoonful. Palmer inserì un commento sociale nella trama descrivendo una rivolta inscenata da militanti neri come se fosse stata finanziata da uomini d'affari bianchi per riscuotere il risarcimento assicurativo.

### Riprese
Mohney assunse un cameraman da una televisione locale che accettò di essere il direttore della fotografia del film a condizione di mantenere l'anonimato, e dopo che il suo avvocato confermò che era legale filmare materiale pornografico nel Michigan, Mohney organizzò che il film venisse girato in una baita di sua proprietà, con una cinepresa da 16mm e un'attrezzatura per l'illuminazione che Palmer aveva preso in prestito dall'Università del Michigan, scegliendo studenti afroamericani per il ruolo dei militanti neri, una lavoratrice di un centro massaggi di Detroit di nome Black Orchid per il ruolo di una delle fidanzate del rapitore e la ballerina dell'Ohio Lisa Baker per il ruolo della ragazza rapita, pagando a Baker 1.000 dollari e al resto del cast 300 dollari a testa per il fine settimana.
Il cast e la troupe giunse alla baita di Mohney il venerdì per provare, e i membri del cast nero vollero aggiungere delle modifiche ai loro dialoghi, criticando il modo in cui Palmer scriveva il linguaggio dei neri; Duke Johnson, l'attore principale, disse a Palmer: «Non diciamo "figa", diciamo "buco". I ragazzi bianchi dicono "figa"». Le riprese iniziarono con le scene non di sesso girate per prime; l'uomo assunto per interpretare la parte dell'"uomo bianco" era un amico di Mohney che aveva difficoltà a ricordare le sue battute, che dovevano essere scritte su qualsiasi superficie disponibile sul set, comprese le carte da gioco, la valuta che il suo personaggio dava ai militanti neri e il palmo della sua stessa mano.
Dopo aver iniziato a girare le scene di sesso, Mohney e Palmer scoprirono che Stitch era omosessuale, il che rese difficile per lui avere rapporti sessuali con Black Orchid; Stitch spiegò che "mio marito mi aveva detto che pensava che sarebbe stato davvero bello" se Stitch avesse recitato in un film. Ulteriori difficoltà ci furono nel tentativo di filmare un cumshot che portarono Mohney a impiegare una "controfigura". Furono spesi circa 40.000 dollari per le riprese e la post-produzione.

## Curiosità
- Quentin Tarantino ha definito questo film "il miglior porno di sempre".[3]